# Municipio de New Hanover (Nueva Jersey)
El municipio de New Hanover (en inglés: New Hanover Township) es un municipio ubicado en el condado de Burlington en el estado estadounidense de Nueva Jersey. En el año 2010 tenía una población de 7.385 habitantes y una densidad poblacional de 127,33 personas por km².

## Geografía
El municipio de New Hanover se encuentra ubicado en las coordenadas 40°1′59″N 74°34′54″O / 40.03306, -74.58167.

## Demografía
Según la Oficina del Censo en 2000 los ingresos medios por hogar en el municipio eran de $44,386 y los ingresos medios por familia eran $45,511. Los hombres tenían unos ingresos medios de $26,428 frente a los $23,050 para las mujeres. La renta per cápita para la localidad era de $12,140. Alrededor del 3.9% de la población estaba por debajo del umbral de pobreza.